# Liste de fromages du Nord-Pas-de-Calais
 (août 2010).

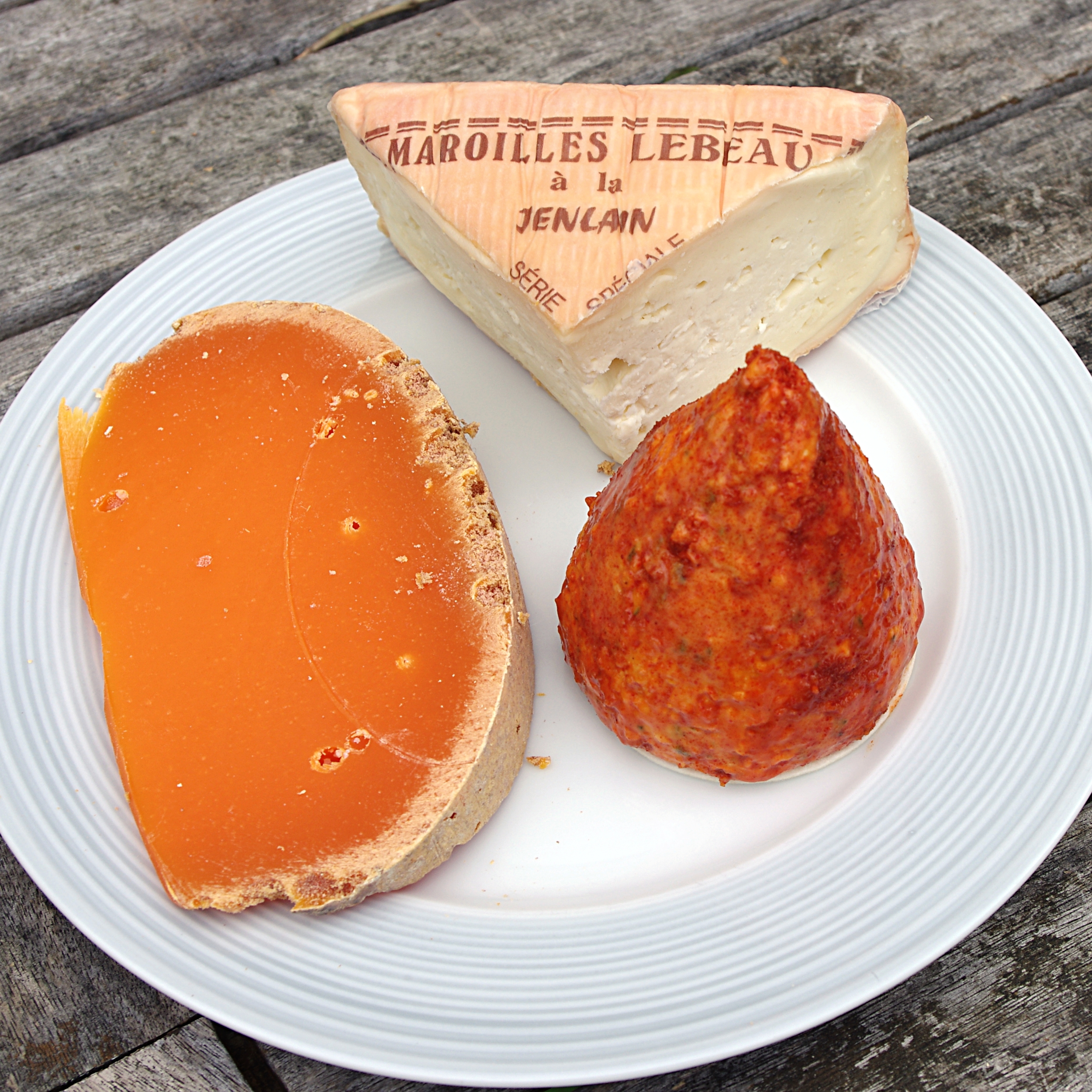
Mimolette (à gauche), maroilles (en haut), boulette d'Avesnes (à droite).

Cette page liste les différents fromages de la région Nord-Pas-de-Calais.
Il a existé de nombreux fromages dans cette région, mais la production de la plupart d'entre eux a toujours été très locale et leur notoriété est longtemps restée régionale. Avec l'évolution des métiers de l'agriculture durant la deuxième moitié du vingtième siècle, de nombreux producteurs locaux ont disparu et leurs fromages ont connu l'oubli. Si une trentaine de fromage sont notables, on en recense plus de 200.
Avec le film Bienvenue chez les Ch'tis, on[Qui ?] a pu constater un renouveau de l'intérêt pour les terroirs du Nord, notamment pour le maroilles. De nombreux fromages locaux ont vu leur production reprendre. Ils ne sont plus produits à la ferme mais dans des fromageries modernes qui produisent, affinent et commercialisent un certain nombre de produits fromagers locaux. Ainsi, le fameux fromage de Bergues (affiné à la bière) n'est plus produit à Bergues : les derniers agriculteurs qui le produisaient ont pris leur retraite à la fin des années 1960[réf. nécessaire]. Mais la recette a été préservée et la production en a été reprise à Saint-Omer au début du vingt-et-unième siècle.
Il est difficile de retrouver trace des nombreux fromages de la région Nord. Leur diffusion reste locale pour la plupart d'entre eux. Pourtant, il suffit de se promener le lundi sur le marché d'Hazebrouck et de contempler l'étal du fromager qui est spécialisé dans les fromages du Nord.

## Nord

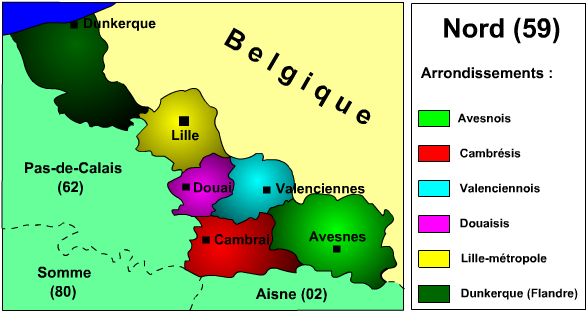
Carte des arrondissements du Nord

### Arrondissement d'Avesnes-sur-Helpe
- Maroilles
- Dauphin
- Boulette d'Avesnes
- Le Rouchi à l'échalote[3]

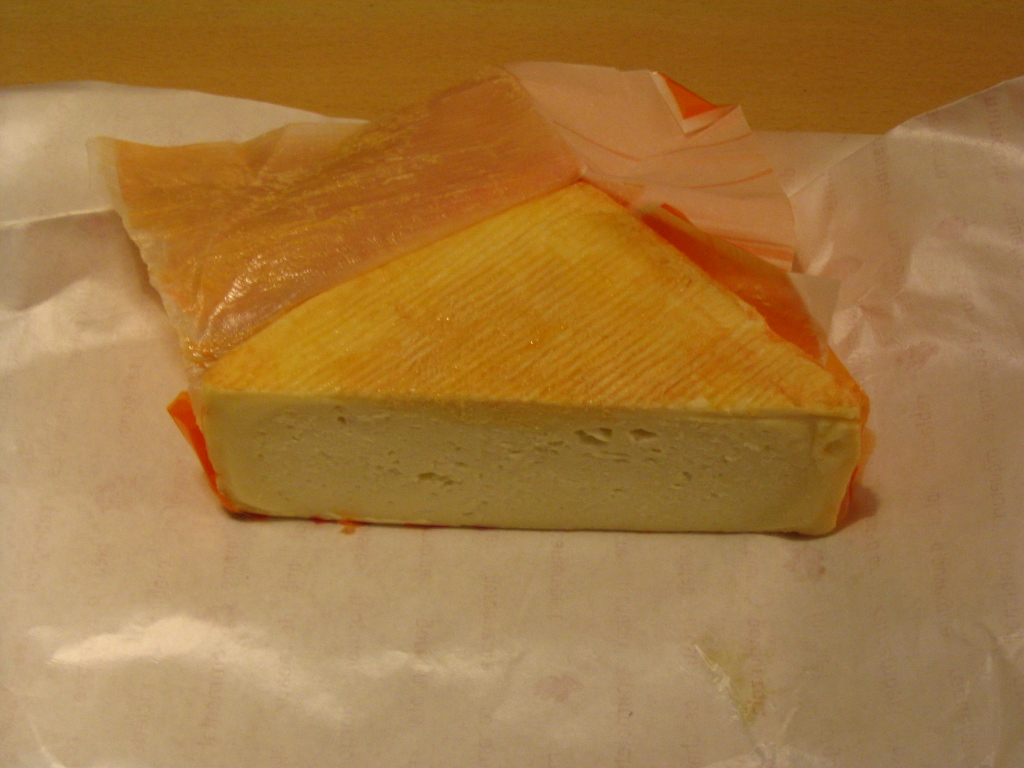
Une part de maroilles

- Briquette fermière à la graine de moutarde
- Boulette de Fontenelle en Thiérache [3]
- Losange de Thiérache [3]
- Sorbais ou Monceau [3]
- Pavé bleu

### Arrondissement de Cambrai
- Boulette de Cambrai[4]
- Briquette de l'Ecaillon, fromage fermier frais de chèvre
- Vaucelles (abbaye de Vaucelles) [3],[5]
- Tome de Cambrai[6]
- Larron d'Ors [3]

### Arrondissement de Douai
- Chévrerie du Cattelet de Marchiennes[7]

### Arrondissement de Dunkerque
- Bergues
- Brique de Flandre [3]
- Saint Winoc [3]
- Saint-Omer [8],[3]
- Mont des Cats
- Boulet de Cassel d'Oxelaëre
- Tome de Bailleul [8],[3]
- Arméchoise [8],[3]
- Tome des 3 Monts [8],[3]
- Vieux Houtland [8],[3]
- Steent'joie [8],[3]
- Palet de Killem

### Arrondissement de Lille
- Vieux-lille (également appelé Gris de Lille, Vieux Puant, Maroilles Gris)
- Pavé de Roubaix [3]
- Mimolette (également appelé Boule de Lille)
- Crayeux de Roncq
- Wambrechies

### Arrondissement de Valenciennes
- Pas de L’Ayau [3]

## Pas-de-Calais

### Arrondissement d'Arras
- Cœur d'Arras[9]
- le Trappiste, Le Flamay, le Ternoy[10], de l'abbaye de Belval

### Arrondissement de Béthune
- Fort de Béthune

### Arrondissement de Boulogne-sur-Mer
- Vieux Boulogne,
- Vieux Samer,
- Pavé aux Algues de Samer,
- Ch'ti Crémeux,
- Ch'ti Roux,
- Écume de Wimereux,
- Dôme de Boulogne,
- Fleur d'Audresselles,
- Sablé de Wissant,
- Camembert du Boulonnais,
- Fruité du Cap Gris-Nez, Cap Gris-Nez [3]
- Fort d'Ambleteuse,
- Mimolette de la Côte d'Opale[11].

### Arrondissement de Calais
- Tome des Deux Caps [8],[3]

### Arrondissement de Lens
- Fort de Lens [3]
- Vieux Moulin, Pas-de-Calais.[réf. nécessaire]

### Arrondissement de Montreuil
- Rhum de Cœur de Campigneulles-les-Grandes
- Cœur de Pommeau de Campigneulles-les-Grandes
- Rollot de Fruges est un fromage au label Saveurs en'Or
- Le Sire de Créquy
- Écume du Touquet [8],[3]
- Tomme de Berck [8],[3]

### Arrondissement de Saint-Omer
- Batistin [3]
- Tome de Clairmarais [8],[3]
- Fromage de l'Abbaye de Clairmarais [8],[3]
- Saint-Bertin [8],[3]

## Autres fromages de la région Nord-Pas-de-Calais (à classer)
- Bleu du Nord [8],[3]
- Bleu de la côte d'Opale [8],[3]
- Tourbière [8],[3]
- Tome des Corons [8],[3]
- Vieux Cassant [8],[3]
- Brique Rouge [8],[3]
- Tome doré [8],[3]
- Camem'Berg [8],[3]
- Briquette fermière à la graine de moutarde [3]
- Clovis [3]
- Mignon [3]
- Pavé du Nord [3]
- Quart [3]
- Tourbière [3]